# Schleswig-Holsteinisches Oberverwaltungsgericht

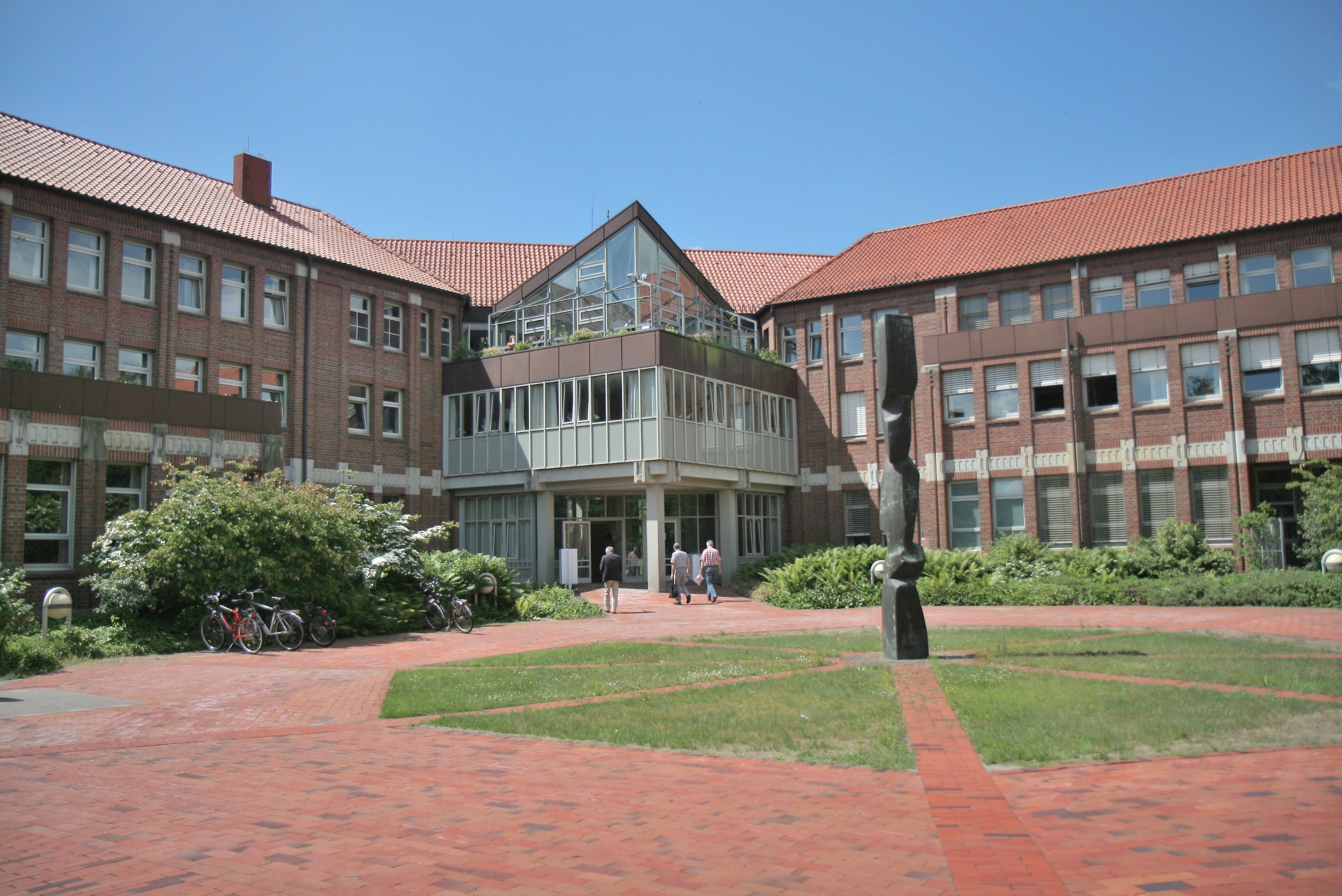
Gerichtsgebäude

Das Schleswig-Holsteinische Oberverwaltungsgericht ist das Oberverwaltungsgericht (OVG) des Bundeslandes Schleswig-Holstein und bildet die Spitze der Verwaltungsgerichtsbarkeit dieses Bundeslandes. Seit 2014 steht mit Maren Thomsen als Präsidentin erstmals eine Frau an der Spitze des Gerichts. 

## Geschichte, Gerichtssitz und -bezirk
Das Schleswig-Holsteinische Oberverwaltungsgericht hat seinen Sitz in Schleswig. Gerichtsbezirk ist das gesamte Gebiet des Bundeslandes.
Präsidentin ist seit 2014 Maren Thomsen. Mit ihr steht zum ersten Mal eine Frau an der Spitze dieses Gerichts.

## Gerichtsgebäude
Das Gerichtsgebäude befindet sich in der Brockdorff-Rantzau-Straße 13, wo auch das Schleswig-Holsteinische Verwaltungsgericht, das Schleswig-Holsteinische Landesverfassungsgericht sowie das Sozialgericht Schleswig untergebracht sind.

## Leitung
- ab 1. April 1991: Wulf Jöhnk, * 25. Januar 1938
- ab 22. November 1996: Hans-Joachim Schmalz
- seit Januar 2014: Maren Thomsen, * 1. Dezember 1961

## Geschichte
Das Schleswig-Holsteinische Oberverwaltungsgericht ist erst 1991 eingerichtet worden. Zuvor war das Oberverwaltungsgericht Lüneburg sowohl für das Land Niedersachsen als auch für das Land Schleswig-Holstein zuständig. Nachdem Schleswig-Holstein ein eigenes OVG bekommen hatte, wurde das Oberverwaltungsgericht Lüneburg in Niedersächsisches Oberverwaltungsgericht umbenannt.

## Über- und nachgeordnete Gerichte
Dem Schleswig-Holsteinischen Oberverwaltungsgericht ist das Bundesverwaltungsgericht übergeordnet. Nachgeordnetes Verwaltungsgericht ist das Schleswig-Holsteinische Verwaltungsgericht.

## Bekannte Verfahren
In den Blick der Öffentlichkeit geriet das OVG im Rahmen der Landtagswahl im Jahr 2005, bei der erneut die Frage aufkam, ob die Befreiung des Südschleswigen Wählerverbandes (SSW) von der Fünf-Prozent-Klausel und die Ausweitung des Wahlgebietes auf Holstein mit dem Grundgesetz und der Landesverfassung vereinbar sind. Das Gericht legte bereits im Jahr 2002 im Rahmen eines Normenkontrollverfahrens die Frage nach der Verfassungsmäßigkeit der Befreiung des SSW von der Fünf-Prozent-Klausel dem Bundesverfassungsgericht vor. Dieses beschloss jedoch, dass die Vorlage unzulässig ist. Daraufhin legte das Schleswig-Holsteinische Oberverwaltungsgericht im Jahr 2005 erneut eine gleichlautende Vorlage dem Bundesverfassungsgericht vor, woraufhin dieses abermals die Vorlage als unzulässig ablehnte.